# Altorf
Altorf is een gemeente in het Franse departement Bas-Rhin (regio Grand Est). De plaats maakt deel uit van het arrondissement Molsheim. Altorf telde op 1 januari 2022 1.445 inwoners.

## Geografie
De oppervlakte van Altorf bedroeg op 1 januari 2022 10,19 vierkante kilometer; de bevolkingsdichtheid was toen 141,8 inwoners per km². 

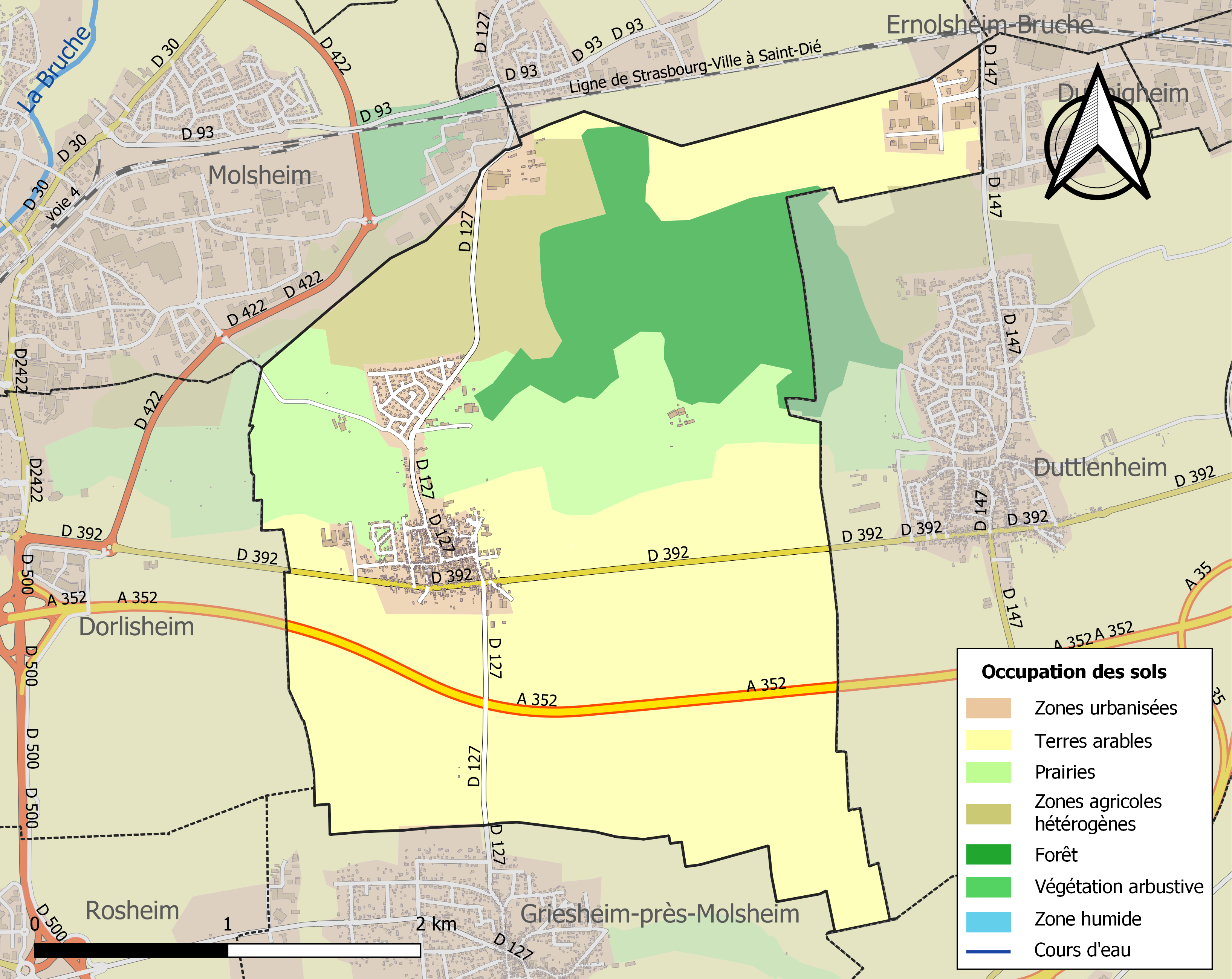
Kaart van de gemeente met de belangrijkste infrastructuur, bodemgebruik en omliggende gemeenten

## Demografie
Onderstaande figuur toont het verloop van het inwonertal (bron: INSEE-tellingen).